# Stipa styriaca
Stipa styriaca är en gräsart som beskrevs av Jan Otakar Martinovský. Stipa styriaca ingår i släktet fjädergrässläktet, och familjen gräs. Inga underarter finns listade i Catalogue of Life.